# 후지노 아오바
후지노 아오바(일본어: 藤野 あおば, 2004년 1월 27일 ~ )는 일본의 여자 축구 선수이다.

## 국가대표팀 경력
2022년 FIFA U-20 여자 월드컵에 출전, 준우승에 기여했다.
그녀는 2022년 10월 6일 나이지리아과의 경기에서 일본 국가대표팀에 데뷔했다. 2023년 FIFA 여자 월드컵, 2024년 하계 올림픽에도 출전했다.

## 통계
| 일본 | 일본 | 일본 |
| 연도 | 출전 | 득점 |
| ---- | ---- | ---- |
| 2022 | 4    | 0    |
| 2023 | 13   | 3    |
| 2024 | 9    | 5    |
| 통산 | 26   | 8    |